# Meistriliiga (Eishockey) 1997/98
Die Saison 1997/98 war die achte Spielzeit der estnischen Eishockeyliga, der höchsten estnischen Eishockeyspielklasse. Meister wurde Kreenholm Narva.

## Modus
In der Hauptrunde absolvierte jede der fünf Mannschaften insgesamt 24 Spiele. Die beiden Erstplatzierten qualifizierten sich für das Meisterschaftsfinale. Für einen Sieg erhielt jede Mannschaft zwei Punkte, bei einem Unentschieden gab es ein Punkt und bei einer Niederlage null Punkte.

## Hauptrunde
|    | Klub                    | Sp | S  | U | N  | Tore    | Punkte |
| -- | ----------------------- | -- | -- | - | -- | ------- | ------ |
| 1. | Tartu Välk 494          | 24 | 20 | 2 | 2  | 197:53  | 42     |
| 2. | Kreenholm Narva         | 24 | 20 | 2 | 2  | 160:150 | 42     |
| 3. | HK Central Kohtla-Järve | 24 | 12 | 0 | 12 | 146:82  | 24     |
| 4. | THK-88 Tallinn          | 24 | 4  | 0 | 20 | 47:203  | 8      |
| 5. | KSK Tiigrid Tallinn     | 24 | 2  | 0 | 22 | 55:217  | 4      |

Sp = Spiele, S = Siege, U = Unentschieden, N = Niederlagen

## Finale
- Tartu Välk 494 – Kreenholm Narva 3:4 n. V.